# The Catch (football americano)
Il The Catch (letteralmente "la presa" o "la ricezione") è la ricezione vincente da touchdown di Dwight Clark su passaggio di Joe Montana, avvenuta il 10 gennaio 1982, nella finale della NFC tra i Dallas Cowboys e i San Francisco 49ers. The Catch è largamente considerata uno degli eventi più memorabili della storia della National Football League. La gara rappresentò la fine dell'epoca di dominio di Dallas nella NFC dall'istituzione della conference nel 1970 e l'inizio dell'ascesa di San Francisco come potenza della NFC e del Super Bowl negli anni ottanta.

## La giocata

Rappresentazione schematica di The Catch

In una partita in cui la squadra in vantaggio era cambiata diverse volte, i 49ers nei minuti finali presero il controllo del pallone sulla loro linea delle 11 yard in svantaggio per 27-21. San Francisco arrivò fino alla linea delle 6 yard di Dallas dove si trovò ad affrontare una situazione di terzo down e tre con 58 secondi al termine della partita. Quando Joe Montana iniziò lo snap, la giocata, conosciuta come "Sprint Right Option", avrebbe dovuto portare a un passaggio per il wide receiver Freddie Solomon; precedentemente nel corso della stessa partita, Solomon aveva segnato un touchdown su quella giocata. Tuttavia, i Cowboys marcarono Solomon perfettamente. A peggiorare la situazione, la linea difensiva dei Cowboys stava per sovrastare quella offensiva dei 49ers. Due dei defensive end dei Cowboys, Ed "Too Tall" Jones e Larry Bethea, oltre al linebacker, D.D. Lewis stavano inseguendo Montana che faceva marcia indietro verso la linea laterale, sembrando certo che sarebbero riusciti a spingerlo fuori dai bordi del campo o mettere a segno un sack. All'ultimo momento, però, dopo aver fintato di saltare per mandare fuori tempo l'altissimo "Too Tall" Jones, Montana lanciò un passaggio alto verso la parte finale della end zone in quello che sembrò essere un pallone destinato a uscire dal campo. Il ricevitore dei 49ers Dwight Clark invece con un balzo lo afferrò con la punta delle dita, portando la squadra in vantaggio a 51 secondi dalla fine. Clark terminò quella partita con 8 ricezioni per 120 yard e 2 touchdown.

## Reazioni
Alcune persone affermarono che Montana intendesse semplicemente gettare via la palla, lasciando il tempo per giocarsi un quarto down. Clark mise in dubbio quella affermazione, spiegando come quello fosse un piano di riserva provato diverse volte in allenamento. Montana affermò di non riuscire a vedere la end zone attraverso i difensori, ma di sapere esattamente dove si sarebbe dovuto trovare Clark. L'allenatore dei 49ers, Bill Walsh, affermò di aver creduto che quel pallone fosse stato gettato via e di aver iniziato a progettare come giocarsi il quarto down, finché non senti la folla dello stadio esultare.
Malgrado l'altezza della ricezione, Montana affermò di non essersi reso conto di quanto alta avesse lanciato la palla. Ad ogni modo, Clark saltò così in alto che riuscì ad afferrare il pallone solo con la punta della dita. In un articolo di Sports Illustrated, Montana spiegò di non aver mai visto la parte conclusiva dell'azione, poiché era stato buttato a terra da Too Tall Jones, ma "ho visto Dwight toccare coi piedi il terreno e ho sentito la folla gridare". Più tardi, nello spogliatoio, espresse il suo stupore per quanto Clark avesse saltato in alto.
Clark affermò che Too Tall Jones reagì alla giocata affermando "Avete appena battuto la formazione dell'America" a Montana dopo che ricevette il passaggio. Montana replicò: "Potete sedervi insieme al resto dell'America e guardare il Super Bowl."

## The Catch II & III
Successivamente nella storia dei 49ers, ci sono state altre drammatiche giocate a Candlestick Park che hanno preso il nome in riferimento all'originale "Catch" che iniziò la dinastia. Tutte queste partite sono state gare di playoff svoltesi a Candlestick Park, e casualmente sempre nei minuti finali con situazioni di terzo down e 3.

### The Catch II
The Catch II fu una giocata avvenuta il 3 gennaio 1999, verso la fine della partita di wild-card game tra Green Bay Packers e San Francisco 49ers. All'epoca quella fu l'unica volta in cui i 49ers batterono i Packers nei playoff. Con soli otto secondi al termine e in svantaggio di quattro punti, il quarterback Steve Young completò un passaggio per Terrell Owens su una situazione di terzo e 3, dando ai Niners la vittoria 30–27.

### The Catch III
The Catch III fu una giocata avvenuta il 14 gennaio 2012, nel finale della gara del divisional round dei playoff game tra New Orleans Saints e San Francisco 49ers. Fu la prima volta che le due squadre si incontrarono nei playoff. Dopo un complicato ultimo quarto in cui i 49ers erano stati sia in vantaggio che in svantaggio, questi si trovavano sotto di 3 punti, finché il quarterback Alex Smith completò un passaggio per Vernon Davis su una situazione di terzo e 3 a nove secondi dalla fine, dando ai 49ers la vittoria per 36–32, la loro prima nei playoff negli ultimi nove anni.